# Prachatická hornatina
Prachatická hornatina je geomorfologický podcelek v jihovýchodní části Šumavského podhůří. Rozprostírá se na ploše 489 km² a má průměrnou nadmořskou výšku 676 m. Na západě sousedí s Vltavickou brázdou a Boubínskou hornatinou, na severu s Bavorovskou vrchovinou a Blatskou pánví, na východě s Kaplickou brázdou a na jihu s Českokrumlovskou vrchovinou a Želnavskou hornatinou. Má charakter ploché kerné hornatiny rozčleněné výraznými tektonickými kotlinami. Na vrcholech strukturních hřbetů a hrástí jsou četné skalní tvary zvětrávání a odnosu. Na západě ji ohraničuje hluboké až kaňonovité  údolí Blanice a na východě kaňon Vltavy, hluboká údolí směru jih–sever vytvářejí i menší toky – Zlatý potok či Melhutka.

## Geologická stavba
Prachatická hornatina je tvořena ze dvou rozlehlých tektonicky porušených granulitových těles s hojnými vložkami serpentinitů a z biotitických z rul a pararul jednotvárné série moldanubika.

## Geomorfologické okrsky
Podhůří se člení na sedm geomorfologických okrsků:
- Libínská hornatina
- Žernovická vrchovina
- Lhenická brázda
- Blanský les
- Buglatská vrchovina
- Křemžská kotlina
- Chvalšinská kotlina

## Nejvyšší vrcholy
V tomto geomorfologickém podcelku se nacházejí 4 tisícovky (tisícimetrové vrcholy). Jsou jimi:
- Libín (1094 m n. m.)
- Kleť (1087 m n. m.)
- Na skalce (1032 m n. m.)
- Rohanovský vrch (1017 m n. m.)